# همروندی (علوم رایانه)

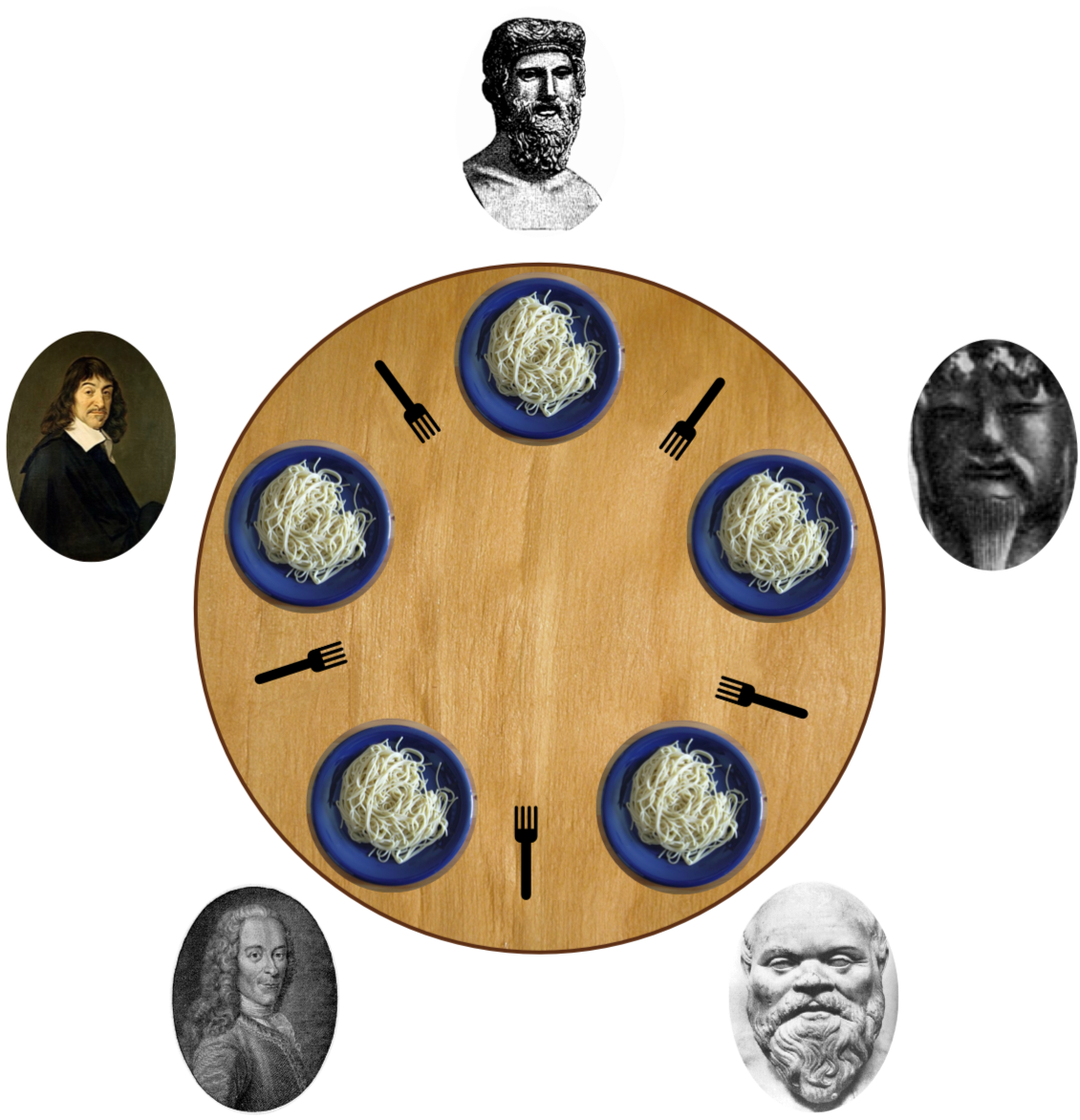
غذاخوردن فیلسوفان، یکی از مسایل معروف همروندی که با سمافور حل می‌شود.

هم‌رَوی یا همروندی یا هم‌زمانی (به انگلیسی: Concurrency) در علوم رایانه، همان توانایی بخش‌ها یا واحدهای مختلف یک برنامه، الگوریتم، یا مساله برای «اجرای نامرتب یا با ترتیب جزئی» است که این اجرا، «روی نتیجه نهایی نباید تاثیر بگذارد». این موضوع، اجرای موازی واحدهای همرو را امکان‌پذیر می‌سازد، که می‌تواند به صورت قابل ملاحظه‌ای، سرعت کلی اجرا را در سامانه‌های چندپردازنده‌ای و چندهسته‌ای بهبود دهد. به صورت فنی‌تر، همروندی به ویژگی تجزیه‌پذیری یک برنامه، الگوریتم، یا مساله به مولفه یا واحدهای مستقل از ترتیب یا جزئاً مرتب اشاره دارد.
همروندی در علوم رایانه در سامانه‌هایی پیش می‌آید که در آن‌ها چند پردازش محاسباتی همزمان اجرا می‌شوند و با یکدیگر اندرکنش دارند (ناحیه بحرانی دارند). مطالعه همروندی محدوده وسیعی از سامانه‌ها را دربرمی‌گیرد، از سامانه‌های رایانش موازی سخت-درگیر و بسیار همزمان گرفته تا سامانه‌های توزیع‌شده ناهمزمان سست-درگیر.